# Cling Cling
Cling Cling (Cling Cling?) è il venticinquesimo singolo del trio j-pop giapponese Perfume. È stato pubblicato il 16 luglio 2014 dall'etichetta Perfume Records e distribuito dalla major Universal Music.
Il singolo è stato stampato in tre versioni: due di queste sono edizioni a tiratura limitata contenenti un DVD extra e pubblicate rispettivamente in un box con copertina lenticolare & libro fotografico, e in una custodia di cartoncino; la terza è l'edizione standard in confezione jewel case con copertina diversa, ed è stata annunciata successivamente all'esaurimento delle prevendite via Internet del box CD+DVD+libro.
Si tratta del singolo di maggior durata delle Perfume, contenente otto brani che superano la mezz'ora e che avvicina questo titolo a un EP, come suggerito anche dalla cura editoriale del cofanetto speciale in custodia rigida, dalla pausa di quasi otto mesi rispetto alla precedente uscita discografica Sweet Refrain (assolutamente inusuale rispetto agli standard del mercato discografico giapponese), e dalla presenza di soli brani inediti, tre dei quali sono stati usati in Giappone a scopi promozionali: Cling Cling come musica di sottofondo per lo spot televisivo dell'integratore vitaminico BB Chocola, Hold Your Hand come sigla del dorama Silent Poor (サイレント・プア?) trasmesso su NHK, e DISPLAY come video dimostrativo nei negozi di elettronica per i televisori 4K della Panasonic.

## Tracce
Tutti i brani sono testo e musica di Yasutaka Nakata.

Dopo il titolo è indicata fra parentesi "()" la grafia originale del titolo.
1. Cling Cling (Cling Cling?) - 4:18
2. Hold Your Hand (Hold Your Hand?) - 3:36
3. DISPLAY (DISPLAY?) - 3:49
4. Ijiwaru na hello (いじわるなハロー?) - 4:07
5. Cling Cling -Original Instrumental- (Cling Cling -Original Instrumental-?) - 4:18
6. Hold Your Hand -Original Instrumental- (Hold Your Hand -Original Instrumental-?) - 3:36
7. DISPLAY -Original Instrumental- (DISPLAY -Original Instrumental-?) - 3:49
8. Ijiwaru na hello -Original Instrumental- (いじわるなハロー -Original Instrumental-?) - 4:07

### DVD
1. Cling Cling (Cling Cling?); videoclip
2. Teaser di Cling Cling
3. DISPLAY (Short Ver.) (DISPLAY (Short Ver.)?); video promozionale per i televisori 4K della Panasonic[6]
4. 「Perfume FES!! 2014」3/15~4/11 digest (「Perfume FES!! 2014」3/15～4/11ダイジェスト?); documentario dell'evento live Perfume FES!! 2014
5. Nishiwaki-ka Memorial「Spice」「SHINING☆STAR」 (西脇家メモリアル「スパイス」「SHINING☆STAR」?); live. SHINING☆STAR è eseguita dalle 9nine, con A~chan al posto di sua sorella Chaapon.

## Formazione
- Nocchi - voce
- Kashiyuka - voce
- A~chan - voce